# Nilstjärnen, Norrbotten
Nilstjärnen är en sjö i Luleå kommun i Norrbotten och ingår i Insjöar i Luleälven-Alåns kustområde.